# Makemake (planetă pitică)
Makemake (simbol: ; desemnată în trecut 136472 Makemake) este după mărime a patra planetă pitică cunoscută în Sistemul Solar (după Haumea) și unul dintre cele mai mari două obiecte din populația centurii Kuiper.

## Descoperire
Descoperită la 31 martie 2005 de către Michael Brown și echipa sa de la Observatorul Palomar, Makemake este a treia planetă pitică ca mărime din Sistemul Solar, ajungând la o treime din diametrul lui Pluto. Inițial cunoscută sub numele de 2005 FY9, descoperirea sa a fost anunțată la 29 iulie 2005. La 11 iunie 2008 Makemake a fost inclus în lista potențialelor candidate la categoria de „plutoid”. Makemake a fost clasificat oficial ca plutoid în iulie 2008.
În ciuda faptului că luminozitatea acestei planetei pitice este cam de cinci ori mai mică decât luminozitatea lui Pluto, Makemake a fost descoperită după multe alte obiecte mai puțin strălucitoare din Centura Kuiper. Probabil că a scăpat neobservată datorită orbitei de mare inclinație pe care o are Makemake.
În 2009 Makemake se afla la o distanță de 52 Unități Astronomice față de Soare. Makemake are o orbită similară cu cea a plutoidului Haumea: are o inclinare de circa 29 de grade. Perioada orbitală a acesteia este de 310 ani, mai mare ca cea a lui Pluto (de 248 de ani) sau a plutoidului Haumea (283 ani).
Makemake este momentan al doilea obiect ca strălucire din Centura Kuiper după Pluto, având o magnitudine de 16,7 în constelația Coma Berenices. Este deajuns de strălucitoare pentru a putea fi observată cu un telescop amator performant. Se estimează că Makemake ar avea un diametru de aproximativ 1.500 km, adica putin mai mare decât Haumea. Atmosfera pare a fi asemănătoare cu cea a lui Pluto, conținând metan și azot. Makemake nu are niciun satelit cunoscut.